# JK Sillamäe Kalev
El JK Sillamäe Kalev es un club de fútbol de Estonia, de la ciudad de Sillamäe. Fue fundado en 1951 y juega en la máxima categoría de la liga estonia, la Esiliiga.

## Historia
El Kalev de Sillamäe fue fundado en 1951. A finales de los años 1970, ganó en dos ocasiones (1977 y 1978) la copa estonia, un torneo no oficial disputado por los clubes de la, por entonces, república soviética. En 1979 y 1989 también disputó la final, sin éxito. 
Tras la independencia del país, en 1991, el Sillamäe Kalev fue uno de los doce equipos fundadores de la Meistriliiga. Se mantuvo en la máxima categoría durante cuatro campañas consecutivas. La temporada 1993/94 se retiró poco antes de finalizar la competición, tras haber encajado sonoras derrotas como un 24-0 en el campo del FC Tevalte Tallinn, siendo esta la mayor goleada registrada en la historia de la Meistriliiga.
Tras llegar incluso a jugar en la II Liiga (tercera categoría), en 2007 y tras dos ascensos consecutivos regresó a la Meistriliiga. En la temporada 2017 terminó en octavo lugar, pero los problemas financieros a largo plazo provocaron el descenso del club Esiliiga B para la temporada 2018.

## Palmarés
- Copa de Estonia: 2

1977, 1978
- - Finalista: 2

1979, 1989

## Participación en competiciones de la UEFA
| Temporada | Torneo             | Ronda            | Club         | Ida | Vuelta     | Global  |
| --------- | ------------------ | ---------------- | ------------ | --- | ---------- | ------- |
| 2010–11   | UEFA Europa League | Clasificatoria 2 | Dinamo Minsk | 1-5 | 0-5        | 1-10    |
| 2014-15   | UEFA Europa League | Clasificatoria 1 | Honka        | 2-1 | 2-3 (t.e.) | 4-4 (a) |
| 2014-15   | UEFA Europa League | Clasificatoria 2 | Krasnodar    | 0-4 | 0-5        | 0-9     |
| 2015-16   | UEFA Europa League | Clasificatoria 1 | Hajduk Split | 1-1 | 2-6        | 3-7     |

### Récord Europeo
| Torneo             | J | G | E | P | GF | GC |
| ------------------ | - | - | - | - | -- | -- |
| UEFA Europa League | 8 | 1 | 1 | 6 | 8  | 30 |